# Mogilitsa
Mogilitsa (Bulgaars: Могилица) is een dorp in het zuiden van Bulgarije in de oblast Smoljan, gemeente Smoljan en ligt 35 km ten zuidoosten van de stad Smoljan.
Drie kilometer ten oosten van Mogilitsa ligt de grot Oechlovitsa.